# Șoarece țepos egiptean
Șoarecele țepos egiptean (Acomys cahirinus) este o specie nocturnă de rozătoare din familia Muridae. Se găsește în Africa, la nord de Deșertul Sahara, unde habitatele sale naturale constă în zone stâncoase și deșerturi fierbinți. Este omnivor și se hrănește cu semințe, plante deșertice, melci și insecte. Este un animal gregare ce trăiește în mici grupuri de familii. Este prima și singura specie de rozătoare cunoscută care prezintă decidualizare și menstruație spontană.

## Descriere
Șoarecele țepos egiptean crește până la o lungime a capului plus cea a trunchiului de aproximativ 9,5–12,7 cm cu o coadă de aproape aceeași lungime. Adulții cântăresc între 43 și 85 g. Culoarea sa este brună-nisipie sau brună-cenușie deasupra și albicioasă dedesubt. O linie de peri ca niște țepi străbate șira spinării. Botul este subțire și ascuțit, ochii mari, urechile mari și ușor ascuțite, iar coada este lipsită de fire de păr.
Se știe că are pielea, în comparație cu șoarecele de casă (Mus musculus), și autonomia cozii relativ slabe.

## Răspândire și habitat
Șoarecele țepos egiptean este originar din Africa Nordică, arealul său întinzându-se de la Mauritania, Maroc și Algeria în vest până la Sudan, Etiopia, Eritreea și Egipt în est, la altitudini de până la aproximativ 1.500 m. Trăiește în habitate pietroase uscate, cu vegetație rară și se găsește adesea în apropierea locuințelor umane. Este comun în jurul stâncilor și canioanelor și pe câmpii pietroase cu vegetație arbustivă. Nu se găsește de obicei în habitate nisipoase, dar poate fi prezent printre curmali.

## Comportament și ecologie

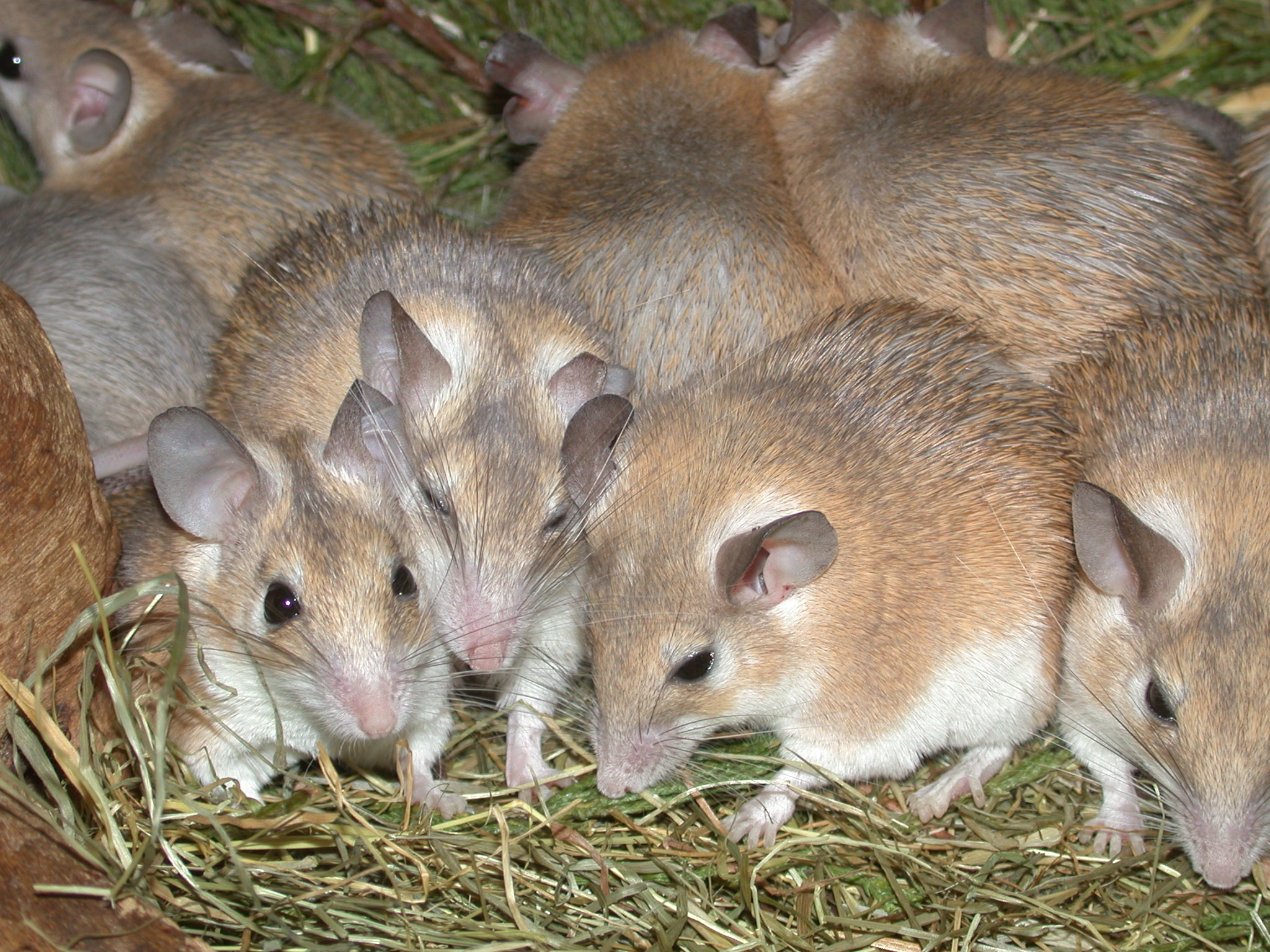
Specimene captive la Birmingham Nature Center

Șoarecii țepoși egipteni sunt animale sociale ce trăiesc într-un grup cu un mascul dominant. Reproducerea are loc cel mai adesea în sezonul ploios, între septembrie și aprilie, când disponibilitatea hranei este mai mare. Perioada de gestație este de 5–6 săptămâni, care este lungă pentru un șoarece, iar juvenilii sunt bine dezvoltați atunci când se nasc. La momentul nașterii, sunt deja acoperiți cu blană scurtă și ochii lor sunt deschiși, iar în curând încep să exploreze împrejurimile lor. Adulții din grup cooperează la îngrijirea juvenililor, femelele care alăptează hrănind oricare dintre descendenții grupului. Femelele pot rămâne din nou însărcinate imediat după ce au născut și într-un an pot avea 3 sau 4 rânduri de pui ce constă în până la 5 pui. Puii se maturizează la vârsta de 2–3 luni.
Trăiesc în vizuini sau crăpături dintre roci și cel mai adesea se află la nivelul solului, dar pot, de asemenea, să se cațăre în tufișuri joase. Sunt nocturni și omnivori, mâncând orice lucru comestibil pe care îl găsesc. Dieta lor include semințe, nuci, fructe, frunze verzi, insecte, păianjeni, moluște și hoituri. Când trăiesc în vecinătatea oamenilor, consumă recolte, cereale și hrană depozitată. Uneori intră în case, mai ales iarna. Le displace vremea rece.
Fructul plantei Ochradenus baccatus (= Reseda baccata) are carne cu gust plăcut, dar semințe dezgustătoare. Șoarecele țepos egiptean consumă fructele, dar scuipă semințele în stare intactă și acționează astfel ca un agent eficient de dispersare a semințelor pentru această plantă.
Este o gazdă a parazitului intestinal Moniliformis acomysi⁠(d).

## Stare de conservare
Șoarecele țepos egiptean are o răspândire largă și ocupă diverse habitate. Este comun și dimensiunea populației este mare, așa că Uniunea Internațională pentru Conservarea Naturii îl listează în propria listă roșie a speciilor amenințate drept specie neamenințată cu dispariția.

## Interes în cercetare
Șoarecele țepos egiptean este utilizat pentru cercetări legate de diabet, dezvoltare, regenerare și menstruație.
Șoarecele țepos egiptean este, de asemenea, prima specie de rozătoare cunoscută care prezintă decidualizare și menstruație spontane, putând fi un potențial model candidat excelent pentru studierea bolilor legate de menstruație. Prezintă un ciclu de 9 zile și este prima rozătoare la care s-a descoperit un astfel de ciclu. La data anului 2107, secvențierea genelor era în curs de a investiga această și alte trăsături fiziologice unice prezente la această specie.